# Telman Aliyev (savant)
 (février 2025).
 (août 2024).
Telman Aliyev (en azéri :Telman Abbas oğlu Əliyev ; né le 2 mai 1935 à Goranboy (raion), en Azerbaïdjan) est un docteur en sciences techniques, professeur, académicien, conseiller de l'ANAS.

## Biographie
Dans les années 1943-1950, Telman Abbas oghlu Aliyev  étudie à l'école secondaire incomplète du village de Delimammadli, district de Goranboy en Azerbaïdjan, et en 1950-1953 à l'école secondaire du village. En 1953, il est  admis à l'Institut industriel d'Azerbaïdjan du nom de M. Azizbeyov et obtient son diplôme en 1958. Après avoir obtenu son diplôme de l'institut, il est affecté au Centre de calcul (actuellement l'Institut des systèmes de gestion) et y travaille comme technicien, ingénieur et ingénieur en chef jusqu'en 1962. En 1962, il entreprend des études supérieures à Moscou, à l’Institut technique du nom de Bauman. En 1982, T. Aliyev est nommé directeur adjoint des travaux scientifiques à l'Institut de cybernétique de l'ANAS.
De 1984 à mai 1988 travaille comme chef du département à l'Institut de génie civil d'Azerbaïdjan.
De 1988 à 2020, T.Aliyev est directeur à l'Institut des systèmes de gestion.

## Activité scientifique
En 1977, T.Aliyev soutient sa thèse de doctorat sur le thème « Cybernétique technique et théorie de l'information », et en 1985, il reçoit le titre de professeur. En 1983, il est élu membre correspondant de l'Académie nationale des sciences d'Azerbaïdjan et en 2001, membre à part entière.
T.Aliyev a 581 publications scientifiques, y compris  379 publications scientifiques à l'étranger et 109 brevets.

## Titres et décorations
- Médaille du nom de Mstislav Keldych dans le domaine des mathématiques appliquées et de la mécanique (1991)
- Ordre de la Gloire (Azerbaïdjan), 2004
- Scientifique émérite d'Azerbaïdjan (14 décembre 2009) pour ses activités efficaces dans le domaine des technologies de la communication et de l'information en République d'Azerbaïdjan.